# تابيراكان (أرارات)
مدينة تابيراكان (بالأرمينية:Տափերական) (بالإنجليزية: Taperakan)‏ هي إحدى المدن التابعة لمقاطعة أرارات في أرمينيا. يقدر عدد سكانها بـ 3887 نسمة حسب الإحصاء الذي جرى عام 2011.